# Varbergsskolan

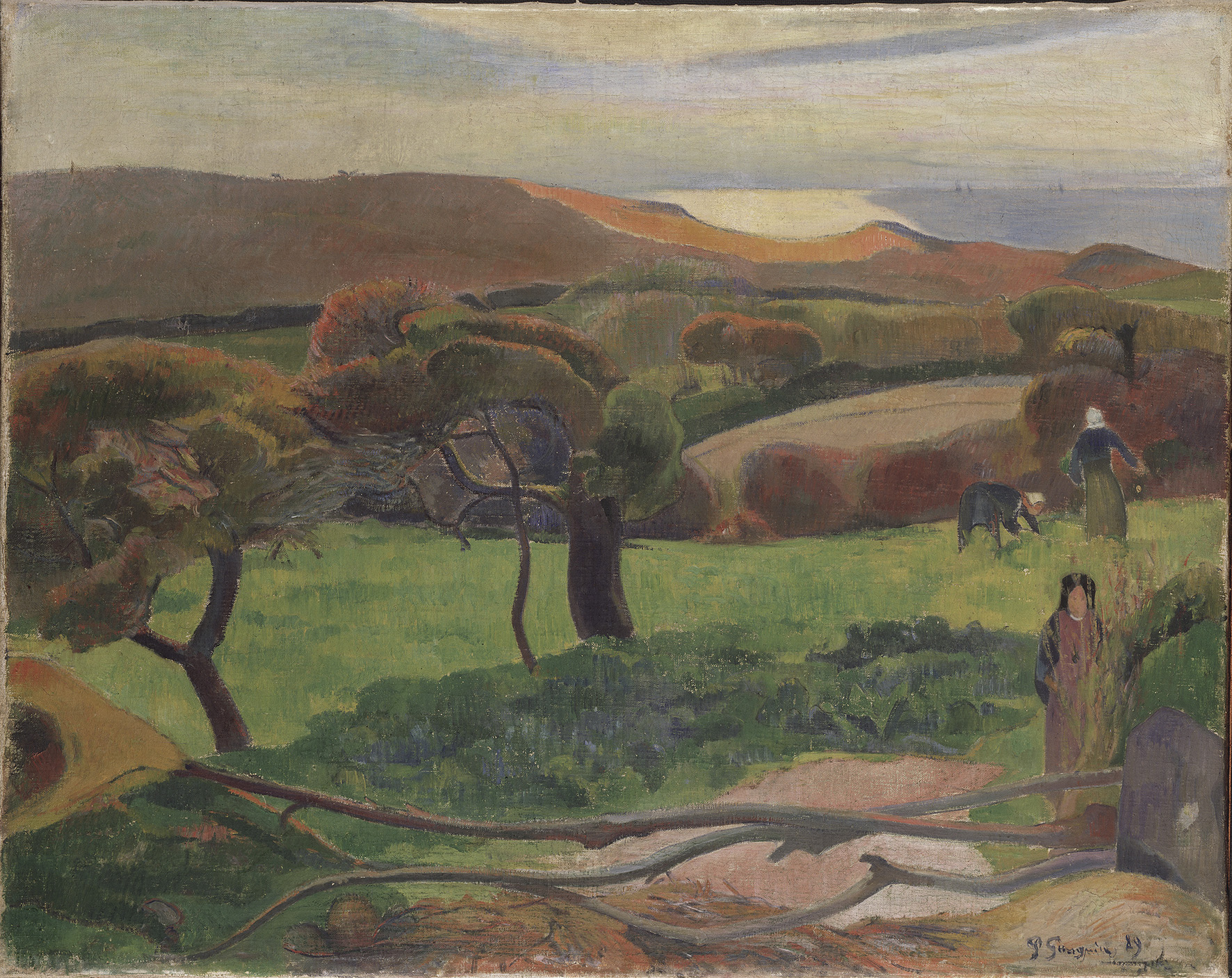
Landskap från Bretagne (1889) av Paul Gauguin – en målning som påverkade gruppen.

Varbergsskolan är en konststil inom det svenska landskapsmåleriet, som initierades av de tre medlemmarna i Konstnärsförbundet, Nils Kreuger, Karl Nordström och Richard Bergh, i Varberg på 1890-talet. Deras stil brukar kallas syntetistisk, vilket är en konstriktning som kännetecknas av en långt driven förenkling av bilderna med sammanhängande färgfält och oftast mörka konturer. Denna stil var en reaktion mot det realistiska landskapsmåleriet på 1880-talet och inspirerades av Paul Gauguins måleri (särskilt målningen "Landskap från Bretagne" (1889) som ägdes av Bergh och som nu är utställd på Nationalmuseum). Valet av plats var naturligt; Kreuger hade sina rötter i Varberg och Nordström var uppvuxen på Tjörn.
Begreppet Varbergsskolan myntades av prins Eugen.

## Målningar av Varbergsskolan

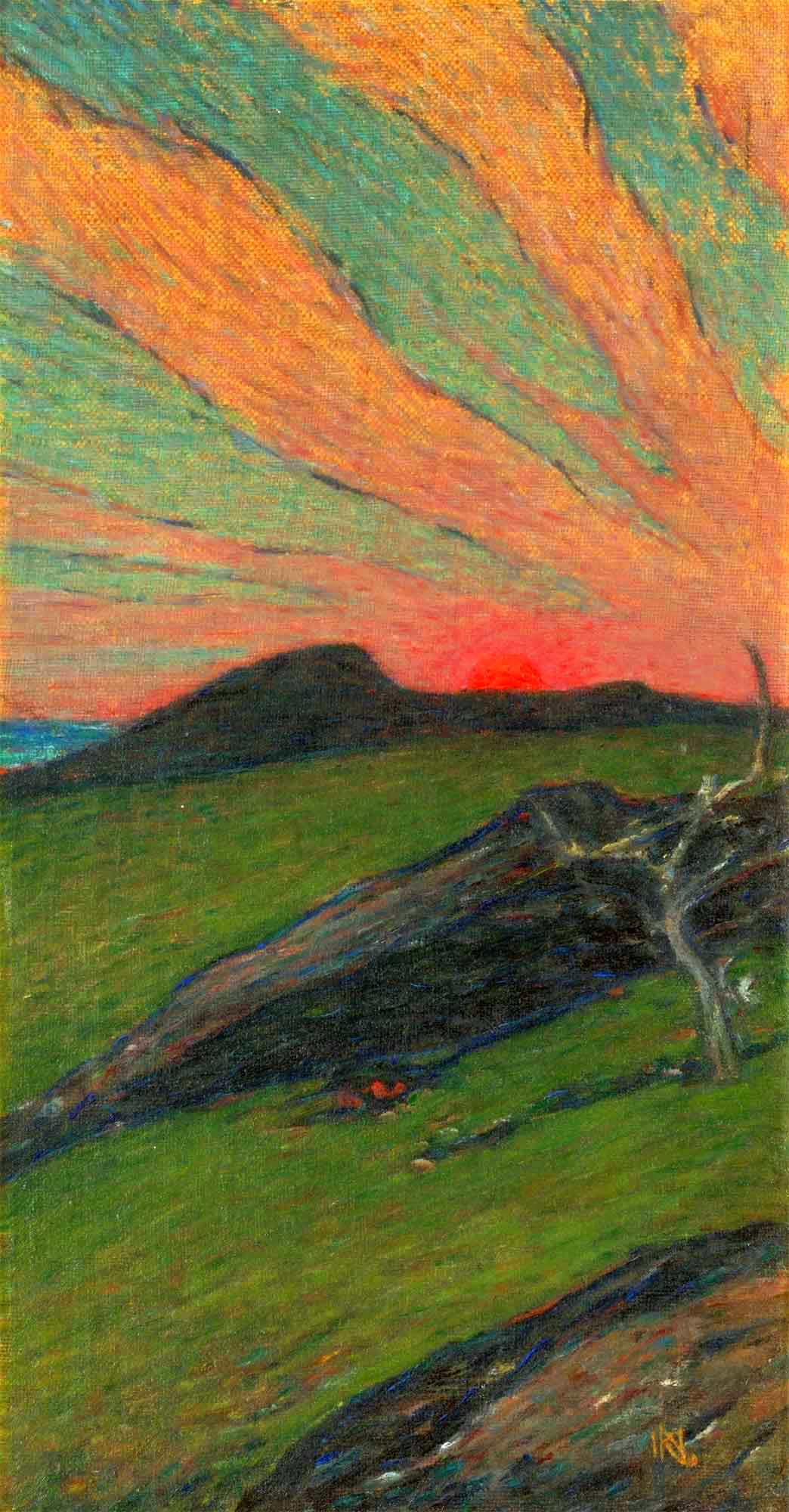
Solnedgång över Västerhavet (1899) av Karl Nordström.
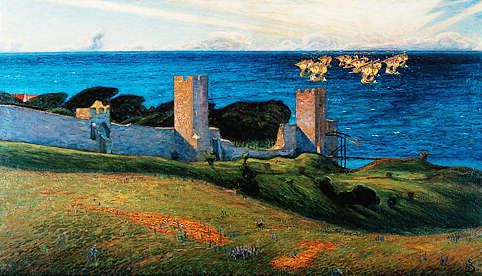
Vision, motiv från Visby (1894) av Richard Bergh.
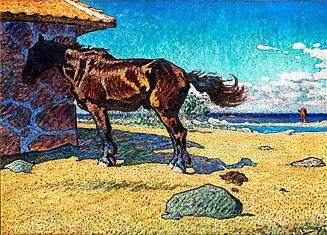
I skuggan (1915) av Nils Kreuger.